# Tjaskáltjávrátje
Tjaskáltjávrátje är en sjö i Sorsele kommun i Lappland och ingår i Umeälvens huvudavrinningsområde. Sjön har en area på 0,0483 kvadratkilometer och ligger 716,6 meter över havet. Tjaskáltjávrátje ligger i Vindelfjällen Natura 2000-område.

## Delavrinningsområde
Tjaskáltjávrátje ingår i det delavrinningsområde (732152-151733) som SMHI kallar för Ovan VDRID = Tjulån i Vindelälvens vattendragsyta. Medelhöjden är 577 meter över havet och ytan är 25,76 kvadratkilometer. Räknas de 47 avrinningsområdena uppströms in blir den ackumulerade arean 701,41 kvadratkilometer. Vindelälven som avvattnar avrinningsområdet har biflödesordning 2, vilket innebär att vattnet flödar genom totalt 2 vattendrag innan det når havet efter 403 kilometer. Avrinningsområdet består mestadels av skog (89 procent). Avrinningsområdet har 0,55 kvadratkilometer vattenytor vilket ger det en sjöprocent på 2,1 procent.